# Kodeks Azcatitlan

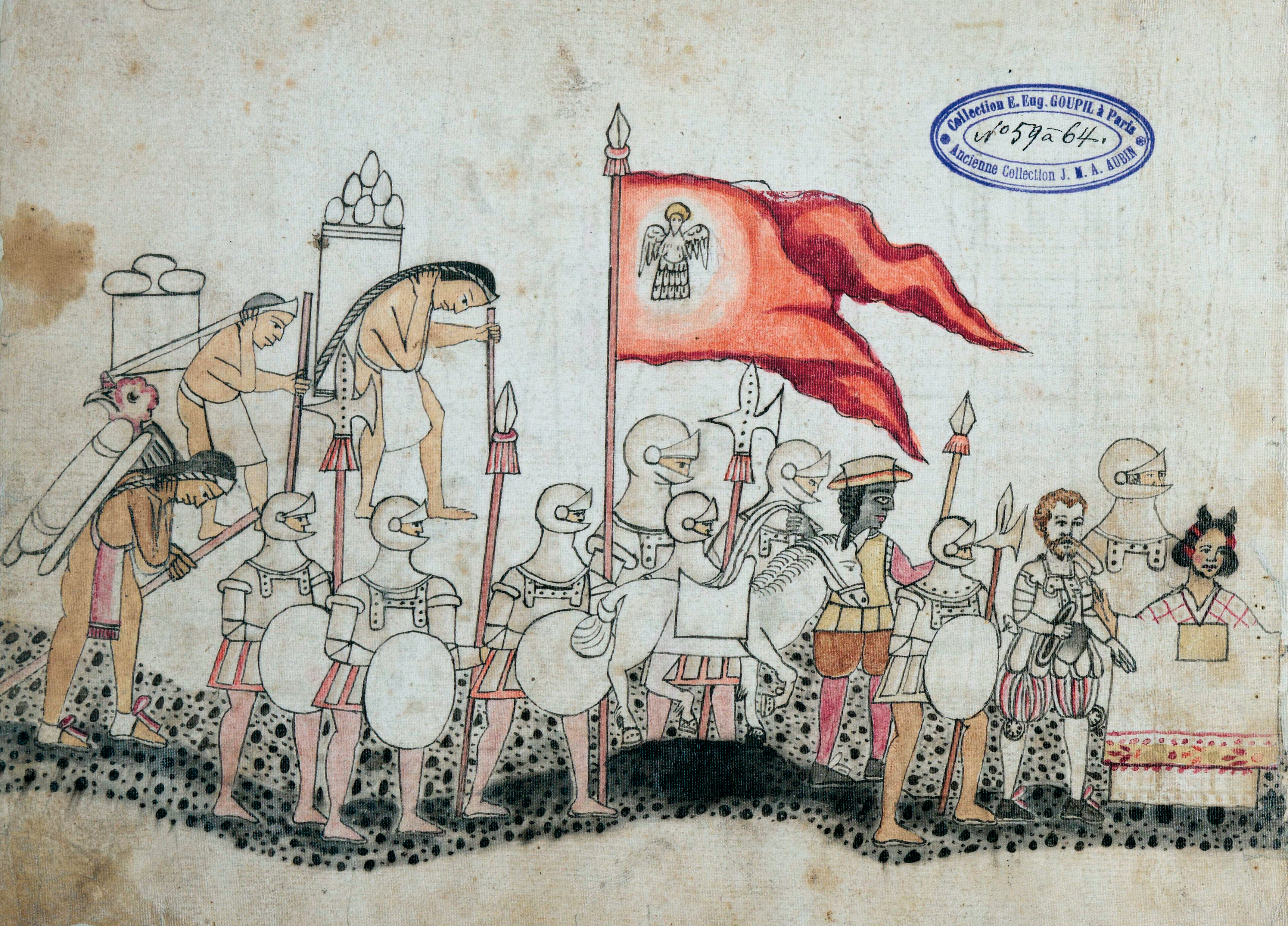
Marsz Hiszpanów do Meksyku w 1519. Za nimi Indianie niosący jedzenie a na przedzie Cortés z brodą.

Kodeks Azcatitlan – średniowieczny dokument napisany w erze kolonializmu hiszpańskiego, dotyczący historii Azteków. 

## Opis
Kodeks Azcatitlan powstał pod koniec XVI wieku. Jego nazwa pochodzi od mitycznej krainy Azteków Aztlan. Napisany został na europejskim papierze, na 25 stronach. Dzieli się na trzy części. W pierwszej opowiada o wędrówce Azteków do ziemi obiecanej przez ich boga Huitzilopochtli i o założeniu Tenochtitlánu. Część druga mówi o historii dynastii Tenochca i o nadejściu Hiszpanów. W ostatniej części znajduje się opis podboju konkwistadorów Cortésa ziem azteckich, spotkania ostatniego króla Montazumy II i historię początków okresu kolonialnego.

## Historia
Prawdopodobnie kodeks powstał w latach 1519–1521 lub przed 1572 rokiem.
Pierwsze wzmianki o kodeksie znajdują się w spisie katalogu historii Indian, wykonanego przez Lorenzo Boturini Benaduci i sporządzonego na początku XVIII wieku. Do roku 1830 nieznane są losy manuskryptu. W tymże roku Joseph Marius Alexis Aubin odnalazł rękopis w Meksyku i nabył go lub (według innych wersji) zabrał do Francji. W 1889 roku manuskrypt został sprzedany kolekcjonerowi Eugene Goupil a następnie po jego śmierci w 1899 został przekazany do Biblioteki Narodowej w Paryżu. 

## Publikacje
- Codex Azcatitlan, R.H. Barlow, Michel Graulich, Biblioteka Narodowa (Franja), publ. w styczniu 1995, ISBN 2-7177-1944-X

Jest to kopia kodeksu opublikowana przez Bibliotekę Narodową we Francji i Instytutu Amerykanistyki we współpracy z Artes de México, opatrzony komentarzem Roberta H. Barlow w języku hiszpańskim i francuskim.